# Windows Genuine Advantage
Die Windows-Echtheitsprüfung Windows Genuine Advantage (WGA), dt. etwa „Echtheitsvorteil“, ist ein Programm und Teil von Microsofts Maßnahmen zum Schutz von Softwarelizenzen unter Windows XP.
Das Programm ist Teil von Microsofts wirtschaftlich begründeten und durch das Urheberrecht legitimierten Anstrengungen, Kunden und Partner vor Softwarefälschern zu schützen. Durch das Programm wird der Einsatz unlizenzierter Windows-Betriebssysteme erschwert, indem binnen 30 Tagen eine Produktaktivierung erfolgen muss oder eine Deaktivierung wesentlicher Funktionen erfolgt.

## Verbreitung
Windows Genuine Advantage wurde für Windows XP im Juli 2005 obligatorisch eingeführt, um die Authentizität der verwendeten Kopie von Microsoft Windows zu bestätigen und Microsoft beim Einsatz gegen Softwarepiraterie zu unterstützen. Seit Windows Vista ist das Programm standardmäßig in der Release-Version des Betriebssystems implementiert.
Bei dem Betriebssystem Windows 7 wurde das Tool in Windows Activation Technologies (WAT) umbenannt.

## Hauptbestandteile
Das WGA-Programm setzt sich aus zwei Hauptkomponenten zusammen: der WGA-Gültigkeitsprüfung und Windows Genuine Advantage Notifications. Mit der Gültigkeitsprüfung wird ermittelt, ob es sich bei der installierten Windows-XP-Kopie um lizenzierte Originalsoftware handelt. Die WGA-Notifications weisen Benutzer, bei denen die Gültigkeitsprüfung fehlgeschlagen ist, darauf hin, dass keine Originalsoftware von Windows verwendet wird. Anschließend wird der Benutzer auf Informationen über die Vorteile einer Originalkopie von Windows XP verwiesen.
In Windows Vista fährt das WGA-Tool nach Ablauf der 30-Tages-Frist Windows zudem automatisch nach einer Stunde Betriebszeit herunter.

### WGA-Gültigkeitsprüfung
Durch die Gültigkeitsprüfung werden zunächst Daten über die Hard- und Softwareumgebung des Computers gesammelt und in verschlüsselter Form via Internet an Microsoft gesendet. Dort wird mit einer Datenbank geprüft, ob jede Lizenznummer weltweit gleichzeitig nur für ein System verwendet wird. Ungültige oder mehrfach verwendete Lizenznummern werden als Schwarzkopien angesehen und führen schließlich zu Fehlermeldungen beziehungsweise zum Ausschluss von Support und von nicht-sicherheitsrelevanten Aktualisierungen (englisch Updates) für die entsprechenden Microsoft-Programme. Sicherheitsupdates, d. h. kritische Patches, werden weiterhin zur Verfügung gestellt.
Der Assistent zur Windows-Überprüfung führt dieselbe Gültigkeitsprüfung wie WGA aus, allerdings handelt es sich um ein eigenständiges Dienstprogramm (Tool), das unabhängig davon arbeitet, ob man von Microsoft Dateien herunterladen oder sein System auf den neuesten Stand bringen möchte.

### Windows Genuine Advantage Notifications
Die WGA-Notifications-Programmkomponente wurde anfangs als „kritisches Update“ KB905474 verteilt. Im Nachhinein hat Microsoft diese Prozedur bei Windows XP aber revidiert und den Installationsablauf insoweit geändert, als der Installation nun explizit zuzustimmen ist.

## Gesammelte Daten
Wenn über WGA die Echtheit der Installation geprüft wird, werden folgende Daten gesammelt:
- BIOS-Prüfsumme
- MAC-Adressen
- IP-Adresse
- Seriennummer der Festplatte, auf der Windows installiert ist
- Windows-Product ID
- Validierungs- und Installationsresultate
- Windows- und/oder Office-Product-Key

## Microsoft Genuine Advantage
Neben WGA existiert für Microsoft-Office-Produkte – zunächst für die 2007-Version – das spezielle Office-Genuine-Advantage-Programm (OGA). Der Download von nicht-kritischen Updates und Add-Ons war nur für Besitzer eines Originals möglich. Seit 2006 prüfte Microsoft die installierten Lizenzen während des Updatevorgangs und seit 2008 wurden Nutzern ungültiger Lizenzschlüssel Hinweise angezeigt. Im Dezember 2010 wurde OGA eingestellt.

## DasOriginal-Windows/Office-Angebot
Wenn ein rechtmäßiger Endanwender einem Betrüger aufgesessen ist und erst im Nachhinein erfährt, dass sein Lizenz-/Produktschlüssel ungültig und das erworbene Produkt somit eine illegale Schwarzkopie ist, besteht unter bestimmten Voraussetzungen die Möglichkeit, von Microsoft kostenlosen Ersatz zu bekommen.
Autorisierte Kunden erhalten entweder eine elektronische Lizenz, d. h., sie bekommen eine E-Mail-Bestätigung mit einem neuen 25-stelligen Product Key und einer Anleitung dazu…
„Nur wenn Sie über eine gefälschte Hologramm-CD verfügen, können Sie das Freiexemplar bestellen. Auf diese Weise können die Kunden nachweisen, dass eine Fälschung stattgefunden hat. Kunden, die keine gefälschte CD erhalten haben, aber bereit sind, einen Fälschungsbericht über eine betrügerische Transaktion einzureichen, können das Angebot des elektronischen Lizenzschlüssels wahrnehmen.“
…oder – wie z. B. im Falle des Office Genuine Advantage Kits – eine CD mit einem neuen Schlüssel, womit die Office-Software neu installiert und erneut aktiviert werden muss.